# Santa Bárbara kommun, Mexiko
Santa Bárbara är en kommun i Mexiko.   Den ligger i delstaten Chihuahua, i den centrala delen av landet, 1 100 km nordväst om huvudstaden Mexico City. Antalet invånare är 10 427. Arean är 424 kvadratkilometer.
Terrängen i Santa Bárbara är varierad.
Följande samhällen finns i Santa Bárbara:
- Santa Bárbara
- Punto Alegre
- San Pedro